# جبهه مقدونیه
جبهه مقدونیه (انگلیسی: Macedonian front) همچنین به عنوان جبهه سالونیک (پس از تسالونیکی) شناخته می‌شود در پاییز ۱۹۱۵ در نتیجه تلاش نیروهای متفقین برای کمک به صربستان، در برابر حمله ترکیبی آلمان اتریش-مجارستان و بلغارستان شکل گرفت. اعزام نیروها بسیار دیر و با نیروی ناکافی برای جلوگیری از سقوط صربستان انجام شد و با بحران سیاسی داخلی در یونان همزمان شد سرانجام، جبهه ای پایدار ایجاد شد، که از سواحل آدانیاتیک آلبانی تا رودخانه استروما جریان داشت و نیروهای چند ملیتی متفقین را در برابر ارتش بلغارستان قرار می‌داد جبهه مقدونیه تا زمان حمله بزرگ متفقین در سپتامبر ۱۹۱۸، که منجر به تسلیم بلغارستان و آزادسازی صربستان شد، کاملاً پایدار ماند

## پیش زمینه

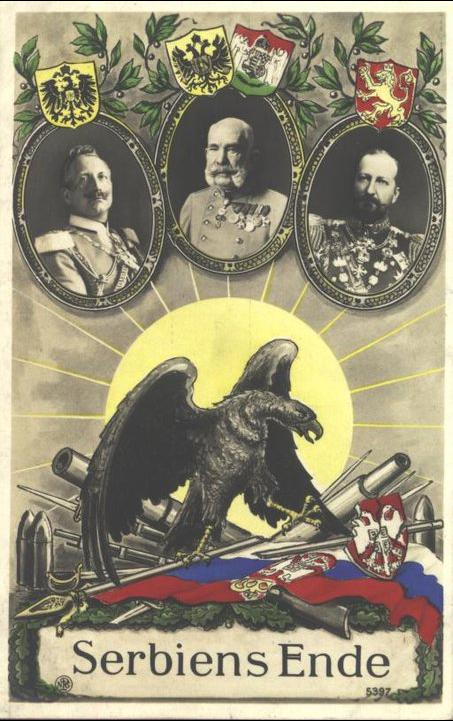
کارت پستال تبلیغاتی به مناسبت پیروزی قدرت‌های مرکزی بر صربستان در ۱۹۱۵.

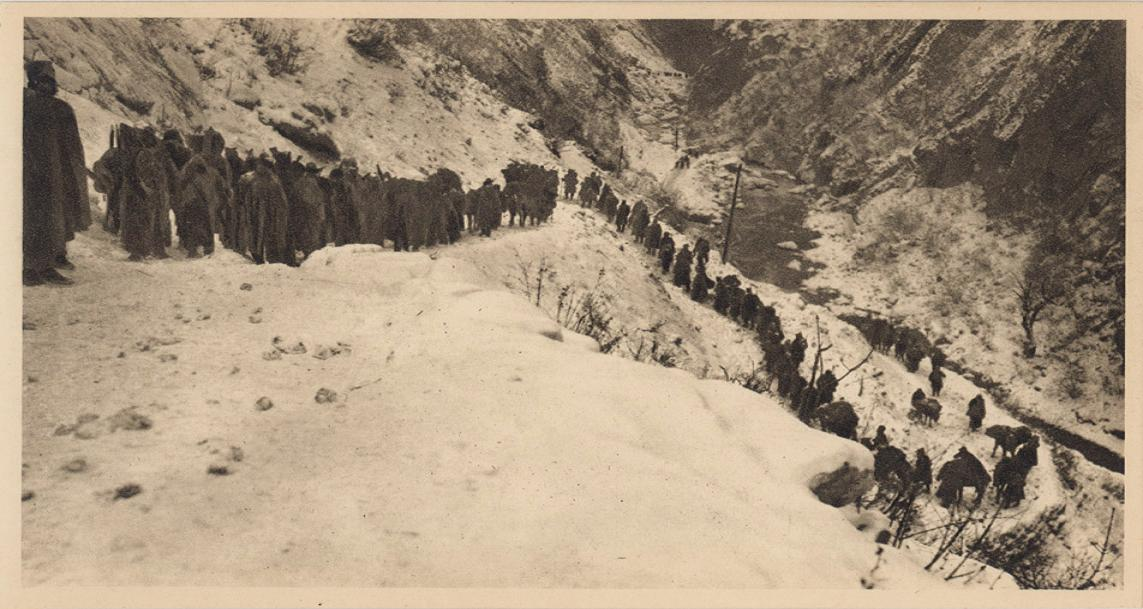
عقب‌نشینی بزرگ نیروهای صربستاندر امتداد کوه برفی در آلبانی تا ساحل آدریاتیک.

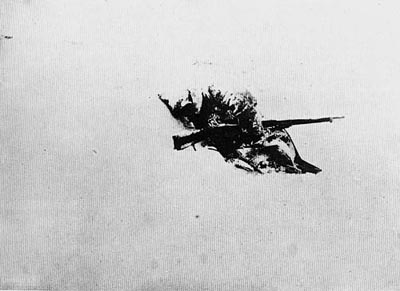
یک سرباز کشته صرب در برف.

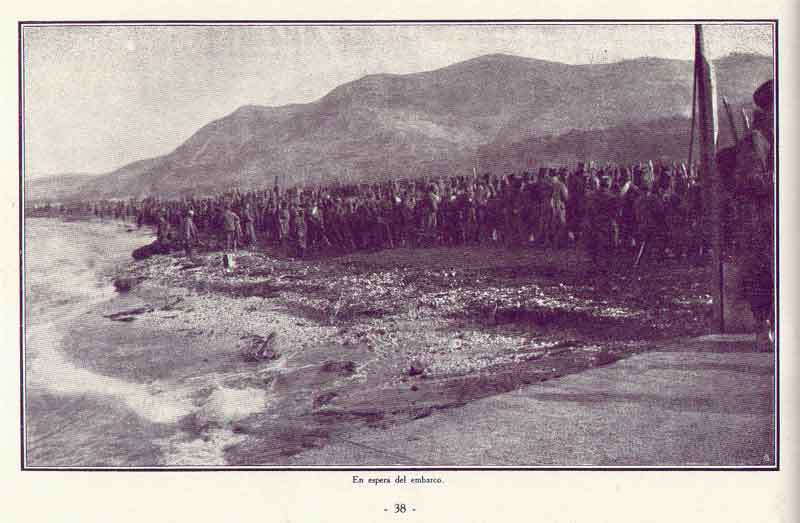
سربازان خسته صرب در ساحل دریا به انتظار متفقین ۱۹۱۶.

در پی ترور ولیعهد اتریش-مجارستان توسط یک صرب بوسنیایی، اتریش-مجارستان در اوت ۱۹۱۴ به صربستان حمله کرده بود اما نتوانست بر مقاومت صربستان غلبه کند. پس از ورود امپراتوری عثمانی به جنگ در کنار نیروهای مرکزی (نوامبر ۱۹۱۴)، عامل تعیین‌کننده در بالکان، نگرش بلغارستان شد. بلغارستان یک موقعیت استراتژیک مهم در جبهه صربستان داشت و مداخله آن در هر یک از دو طرف متخاصم تعیین‌کننده بود. بلغارستان و صربستان در سی سال گذشته دوبار با یکدیگر جنگیده بودند: در جنگ صربستان و بلغارستان در سال ۱۸۸۵ و در جنگ دوم بالکان در سال ۱۹۱۳. بلغارستان در سال ۱۹۱۳ شکست خورده بود و دولت و مردم بلغارستان عموماً احساس می‌کردند که صربستان زمین که به حق متعلق به بلغارستان بود را به سرقت برده‌است. در حالی که متفقین تنها می‌توانستند به بلغارستان امتیازهای سرزمینی کوچکی از طرف صربستان و یونان بی‌طرف ارائه دهند، وعده‌های قدرت‌های مرکز بسیار جذاب تر به نظر می‌رسید، زیرا آن‌ها پیشنهاد دادند که بیشتر اراضی مورد ادعای بلغارستان را به بلغارها واگذار کنند. پادشاه فردیناند پیمانی با آلمان امضا کرد و در ۲۱ سپتامبر ۱۹۱۵ بلغارستان شروع به بسیج برای جنگ کرد.

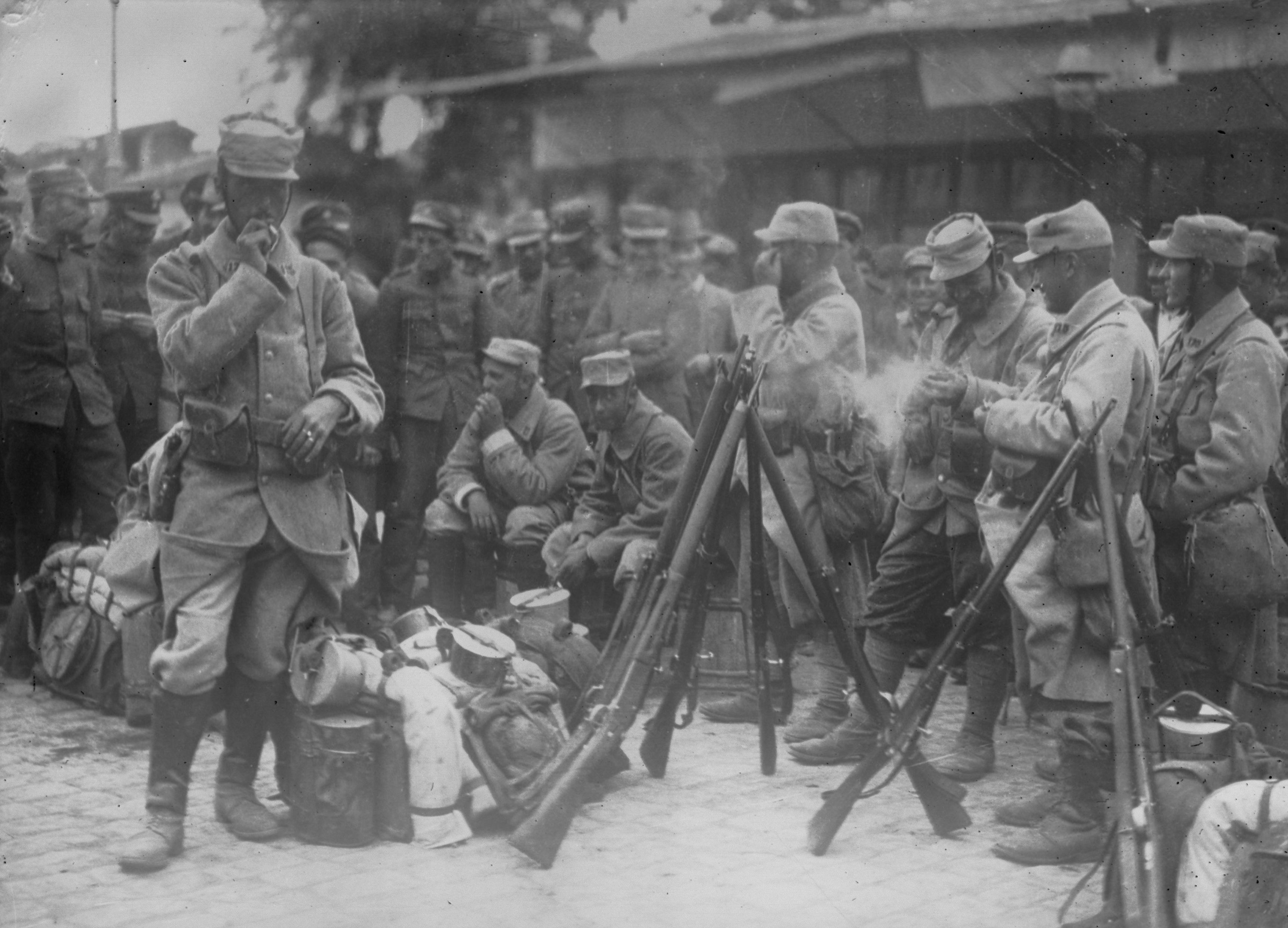
توقف سربازان فرانسوی در تسالونیکی(۱۹۱۵).

## حمله سه جانبه و سقوط صربستان

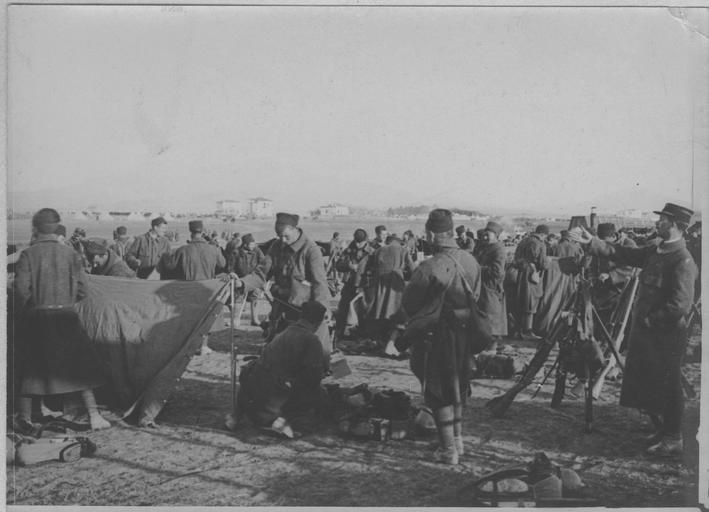
در تسالونیکا.

پس از پیروزی ارتش صربستان در نبرد کولوبارا در دسامبر ۱۹۱۴، جبهه صربستان تا اوایل پاییز ۱۹۱۵ آرام بود. تحت فرماندهی فیلد مارشال آگوست فون مکنسن، ارتش بالکان اتریش-مجارستان، ارتش یازدهم آلمان و ناوگان مستقر دررودخانه دانوب بزرگترین حمله علیه صربستان را در ۶ اکتبر ۱۹۱۵ آغاز کردند. علیرغم فداکاری شدید ارتش صربستان، ارتش بالکان اتریش-مجارستان، پس از عبور از رودخانه‌های ساوا و درینا و ارتش یازدهم آلمان پس از عبور از دانوب، بلگراد، اسمدروو، پوشارواچ و گولوباچ را اشغال کرد و در جنوب رودخانه‌های ساوا و دانوب، نیروهای صرب را مجبور به عقب‌نشینی به جنوب صربستان کرد. در ۱۵ اکتبر ۱۹۱۵، دو ارتش بلغاری به واحدهای صرب حمله کردند و تا ۲۲ اکتبر ۱۹۱۵ به دره رودخانه موراوا جنوبی در نزدیکی ورنج نفوذ کردند. نیروهای بلغاری کومانوو، شتیپ و اسکوپیه را اشغال کردند و از عقب‌نشینی ارتش صربستان تا مرز یونان و تسالونیکی جلوگیری کردند.

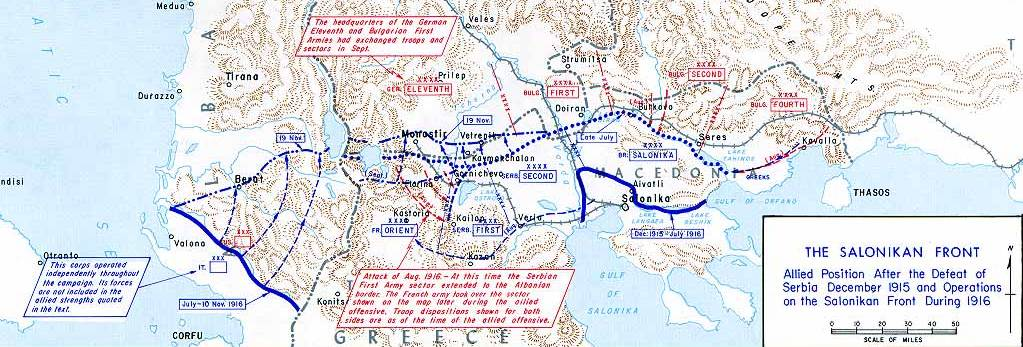
درگیری در امتداد مرز یونان۱۹۱۶.

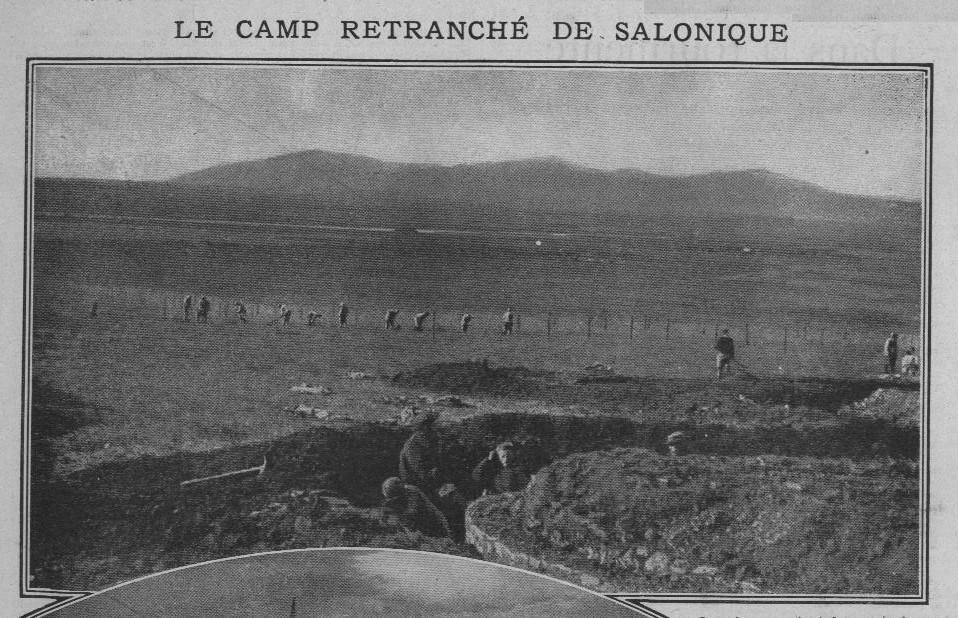
خطوط عملیات خاکی در اطراف سالونیک، نیروهای فرانسوی برای دفاع از منطقه سنگر می‌کنند.

به مدت یک سال، متفقین (بریتانیا و فرانسه) بارها وعده اعزام نیروهای نظامی جدی به صربستان را داده بودند، در حالی که هیچ چیز عملی نشده بود. اما با بسیج بلغارستان در جنوب آن، وضعیت صربستان ناامید کننده شد. تحولات سرانجام فرانسوی‌ها و انگلیسی‌ها را مجبور کرد در مورد اعزام یک نیروی اعزامی کوچک از دو لشکر از گالیپولی تحت فرمان فرمانده فرانسوی موریس ساریل، برای کمک به صربستان تصمیم بگیرند. دلیل اصلی تأخیر وضعیت بحرانی جبهه غربی و مذاکرات محرمانه با هدف آوردن بلغارستان به اردوگاه متفقین بود.
مارشال پوتنیک دستور عقب‌نشینی کامل صربستان را به سمت جنوب و غرب از طریق مونته‌نگرو و ورود به آلبانی صادر کرد. صرب‌ها با مشکلات بزرگی روبرو بودند: آب و هوای وحشتناک، جاده‌های نامناسب و نیاز ارتش به ده‌ها هزار غیرنظامی که با آن‌ها عقب‌نشینی کردند. تنها ۱۲۵۰۰۰ سرباز صرب به سواحل آدریاتیک رسیدند و سوار کشتی‌های ایتالیایی شدند که ارتش را قبل از سفر به تسالونیکی به کورفو و دیگر جزایر یونان منتقل کردند مارشال پوتنیک درست یک سال بعد در بیمارستانی در فرانسه درگذشت.
لشکرهای فرانسوی و انگلیسی در اکتبر ۱۹۱۵ تحت فرماندهی مشترک ژنرال فرانسوی موریس سرایل و ژنرال بریتانیایی برایان ماهون از تسالونیکی به سمت شمال حرکت کردند. با این حال، دفتر جنگ در لندن تمایلی به پیشروی بیش از حد در صربستان نداشت؛ بنابراین لشکرهای فرانسوی خود به خود در رودخانه وردار پیش رفتند. این پیشروی به ارتش صربستان در حال عقب‌نشینی کمک محدودی کرد، زیرا بلغاری‌ها برای مقابله با این تهدیدها باید نیروهای بیشتری را در جناح جنوبی خود متمرکز می‌کردند که منجر به نبرد کریوولاک شد. در پایان نوامبر، ژنرال سرآیل مجبور شد در مقابل حملات گسترده بلغاری‌ها به مواضع خود عقب‌نشینی کند. در زمان عقب‌نشینی او، انگلیسی‌ها در کاستورینو نیز مجبور به عقب‌نشینی شدند. تا ۱۲ دسامبر، تمام نیروهای متحد به یونان بازگشتند. آلمانی‌ها به بلغاری‌ها دستور دادند از مرزهای یونان عبور نکنند، زیرا در پاسخ به حمله بلغارستان به مقدونیه، ریسک ورود یونان به جنگ وجود داشت. متفقین نیز به سهم خود از این امر استفاده کردند و موقعیت‌های خود را در پشت مرزها تقویت و تثبیت کردند بنابراین، یک پیروزی آشکار، هر چند ناقص برای قدرت‌های مرکزی به دست آمد. در نتیجه آن‌ها خط راه‌آهن از برلین به قسطنطنیه را باز کردند و به آلمان اجازه دادند از شریک ضعیف خود، امپراتوری عثمانی حمایت کند. علیرغم پیروزی قدرت‌های مرکز (محور)، متفقین موفق شدند بخشی از ارتش صربستان را نجات دهند. و از همه مهمتر، متفقین - با استفاده از بهانه اخلاقی نجات ارتش صربستان - موفق شدند جبهه غیرممکن صربستان را با جبهه‌ای مناسب در مقدونیه (هر چند با نقض قلمرو یک کشور رسماً بی‌طرف) جایگزین کنند. جبهه‌ای که سه سال بعد کلید پیروزی نهایی آنها شد.

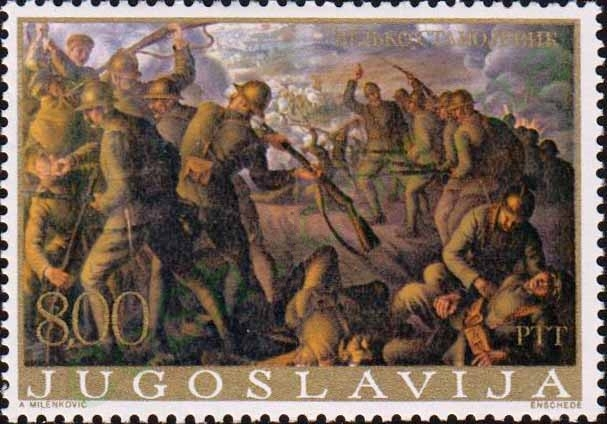
تمبر پستی یوگسلاوی که سقوط جبهه سالونیک را نشان می‌دهد

## تاسیس جبهه مقدونیه
در ۵ ژانویه ۱۹۱۶، ارتش اتریش-مجارستان به متحد صربستان مونته‌نگرو حمله کرد. ارتش کوچک مونته‌نگرو در نبرد موخکوواچ مقاومت شدیدی نشان داد، که این امر کمک زیادی به خروج ارتش صربستان کرد و در ۲۵ ژانویه مونته‌نگرو مجبور به تسلیم شد. اتریش-مجارها از سواحل دریای آدریاتیک به سمت آلبانی تحت کنترل ایتالیا پیش رفتند. در پایان زمستان، ارتش کوچک ایتالیایی در آلبانی تقریباً از کل کشور خارج شده بود. در این مرحله، با تقریباً شکست جنگ در بالکان، ستاد کل انگلیس می‌خواست تمام نیروهای انگلیسی را از یونان خارج کند، اما دولت فرانسه به شدت اعتراض کرد و نیروها باقی ماندند. ارتش متفقین در اطراف تسالونیکی مستقر شدند، که به اردوگاه مستحکم عظیمی تبدیل شد و نام مستعار مضحک «باغبانان سالونیکا» را برای متفقین به ارمغان آورد. ارتش صربستان (تحت فرماندهی ژنرال پتر بوجوویچ)، پس از استراحت و بازسازی در کورفو، توسط فرانسوی‌ها به جبهه مقدونیه منتقل شد. در این میان، اوضاع سیاسی یونان آشفته بود. از نظر رسمی، یونان بی‌طرف بود، اما پادشاه کنستانتین اول طرفدار آلمان بود، در حالی که الفتریوس ونیزلوس، نخست‌وزیر طرفدار متفقین بود. با آگاهی از اینکه رومانی در شرف پیوستن به طرف متفقین بود، ژنرال سرآیل آماده‌سازی برای حمله به ارتشهای بلغاری را که نیروهایش روبرو بودند، آغاز کرد. آلمانی‌ها برنامه‌های خود را برای «حمله» طراحی کردند. حمله آلمان در ۱۷ اوت، تنها سه روز قبل از شروع حمله فرانسه آغاز شد. در حقیقت، این حمله از ناحیه بلغارها انجام شد؛ زیرا ارتش اتریش-مجارستان در آلبانی بود و تنها یک لشکر آلمانی در مرز یونان بود. بلغاری‌ها در دو جبهه حمله کردند. در شرق، آنها به راحتی تمام قلمرو یونان را در شرق رودخانه استروما فتح کردندزیرا ارتش یونان به دستور کنستانتین، پادشاه طرفدار آلمان، مقاومتی نکرد. در غرب، این حمله به لطف غافلگیری موفقیت اولیه را به دست آورد، اما نیروهای متفقین پس از دو هفته خط دفاعی خود را حفظ کردند. متفقین با متوقف کردن حمله بلغارستان، حمله متقابل را از ۱۲ سپتامبر (نبرد کیماخچالان) آغاز کردند. زمین ناهموار بود و بلغاری‌ها در حال دفاع بودند اما نیروهای متفقین دستاوردهای پیوسته‌ای کسب کردند. پیشرفتهای آهسته متفقین در طول اکتبر و تا نوامبر ادامه داشت، هوا بسیار سرد شده و برف روی تپه‌ها باریده بود. آلمانی‌ها دو لشکر دیگر برای کمک به تقویت ارتش بلغارستان فرستادند تا ۱۹ نوامبر ارتش فرانسه و صربستان کایماخچالان، بلندترین قله کوه نیدسه را تصرف کردند و قدرتهای مرکزی را مجبور کردند که بیتولا راواگذار کنند ۶۰ هزار بلغاری و آلمانی کشته، زخمی یا اسیر شدند. پیشروی بدون مقاومفت بلغارستان در شرق مقدونیه تحت کنترل یونان باعث بحران در یونان شد. دولت سلطنت طلب به نیروهای خود در منطقه (سپاه چهارم غیرنظامی) دستور داد که مقاومت نکنند و برای تخلیه به بندر کاوالا عقب‌نشینی کنند علیرغم مقاومت گاه گاه محلی چند افسر و واحدهای هسته ای آنها، اکثر نیروها به همراه فرمانده خود تسلیم نیروهای آلمانی شدند در آن زمان یونان دو دولت داشت: دولت سلطنتی «رسمی» در آتن، که بی‌طرفی یونان را حفظ کرد، و «دولت موقت دفاع ملی» در همان زمان، ایتالیایی‌ها نیروهای بیشتری را در آلبانی اعزام کرده بودند و این نیروهای جدید موفق شدند سپاه اتریش را عقب برانند.

## ۱۹۱۷

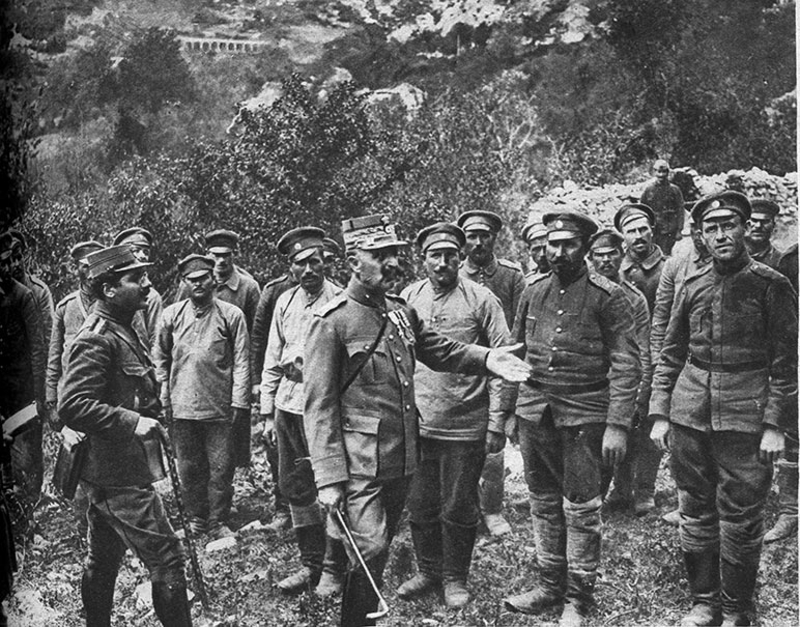
یکی از رهبران ارتش دفاع ملی یونان.

در بهار ۱۹۱۷، ارتش متفقین با ۲۴ لشکر، شش تیپ فرانسوی، شش لشکر صربی، هفت لشکر انگلیسی، یک لشکر ایتالیایی، سه لشکر یونانی و دو تیپ روسی تقویت شد. حمله برای اواخر آوریل برنامه‌ریزی شده بود، اما حمله اولیه با خسارات زیادی شکست خورد و حمله در ۲۱ مه متوقف شد. متفقین تسالی را که توسط سلطنت طلبان تخلیه شده بود، و ایسموس کورینت را اشغال کردند و محاصره دریایی در قسمت‌های جنوبی یونان که هنوز به پادشاه کنستانتین وفادار بود ایجاد کردند در نتیجه تبعید پادشاه یونان و اتحاد مجدد کشور دولت جدید بلافاصله علیه نیروهای مرکزی اعلام جنگ کرد و ارتش جدیدی ایجاد کرد.

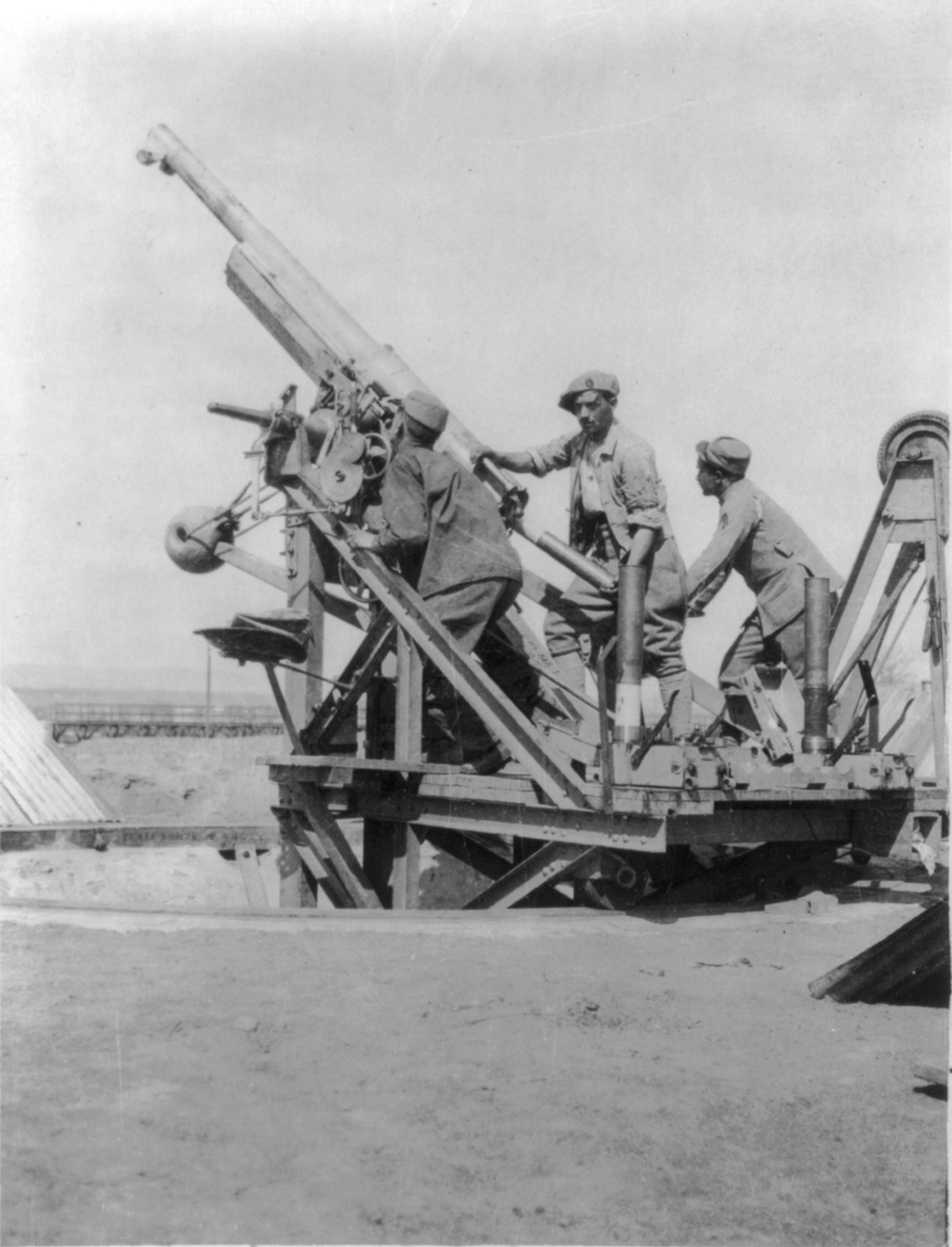
توپچی‌های فرانسوی

## ۱۹۱۸

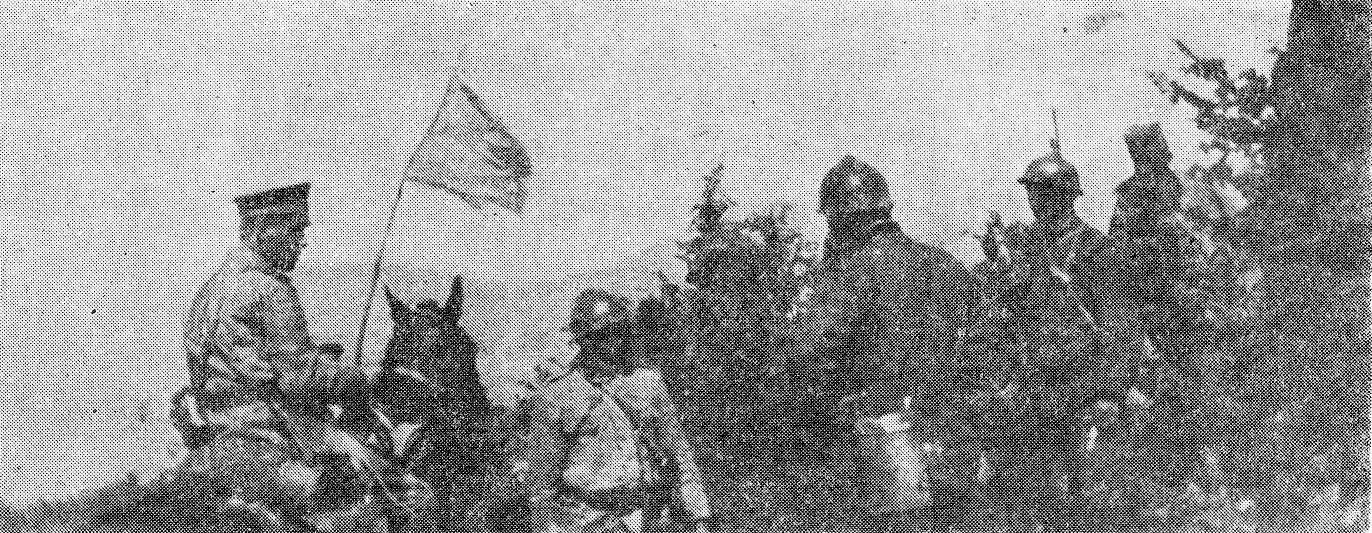
سرگرد بلغاری ایوانف با پرچم سفید تسلیم

در ۳۰ مه ۱۹۱۸، متفقین حمله ای را آغاز کردند. این نبرد اولین اقدام مهم یونان در طرف متفقین در جنگ بود. با استفاده از پوشش توپخانه سنگین، نیروهای فرانسوی-یونانی با فشار سریع به سنگرهای دشمن، اسکرا و سیستم استحکامات اطراف را فتح کردند. هم مطبوعات یونانی و هم رسانه‌های فرانسوی از این فرصت برای تحسین تلاشهای ارتش یونان استفاده کردند و بر بسیج یونان تأثیر مثبت گذاشتند. سقوط اسکرا باعث شد تا واسیل رادوسلاوف، نخست‌وزیر بلغارستان استعفا دهد. الکساندر مالینوف که بلافاصله پس از تصدی مسئولیت مذاکرات محرمانه ای را با بریتانیا آغاز کرد، پیشنهاد خروج بلغارستان از جنگ را با این شرط داشت که بلغارستان مقدونیه شرقی را به‌طور کامل حفظ کند با این حال، دیوید لوید جورج، نخست‌وزیر بریتانیا این پیشنهاد را رد کرد و به سفیر یونان در لندن اطمینان داد که بریتانیا بر خلاف منافع یونان عمل نخواهد کرد. ژنرال فرانچ دو اسپری جایگزین فرمانده نیروهای فرانسوی شد. اگرچه دسپری خواستار حمله به ارتش بلغارستان شد، اما دولت فرانسه از اجازه حمله خودداری کرد مگر اینکه همه کشورها موافقت کنند سرانجام در ماه سپتامبر، توافق حاصل شد و به دسپری اجازه داده شد که حمله بزرگ خود را آغاز کند. نیروهای متفقین علیرغم خروج روسیه از جنگ به دلیل پیمان برست-لیتوفسک مسلح شدند و مجدداً سازماندهی شدند بلغاریها همچنین ارتش خود را در طول ۱۹۱۷افزایش داده بودند و در مجموع نیروی انسانی، دو طرف تقریباً برابر بودند (۲۹۱ گردان متفقین در مقابل ۳۰۰ گردان بلغاری، به علاوه ده گردان آلمانی) شکست روسیه هیچ منفعت معناداری برای قدرت‌های مرکزی نداشت. امپراتوری عثمانی با از دست دادن تدریجی سرزمین‌های عربی روبرو شد. در اتریش-مجارستان، بخشهای غیر آلمانی و غیر مجارستانی امپراتوری چند ملیتی اتریش-مجارستان آشکارا ناآرام شدند. در جبهه غرب، حملات شدید آلمان فرانسه را شکست نداده بود، در حالی که استقرار نیروهای آمریکایی به‌طور فزاینده ای در جنگ مؤثر بود. بلغارستان در کنار شرکای خود همچنان متحمل تلفات زیاد و محرومیت غیرنظامیان از جمله کمبود غذا بود بلغارستان به عنوان پادشاهی مشروطه به رضایت مردمش برای ادامه جنگ بستگی داشت، در حالی که استرس و نارضایتی از جنگ افزایش یافته بود.
در ۱۸ سپتامبر، یونانی‌ها و انگلیسی‌ها حمله کردند اما بلغارها در جنگ دویران با تلفات سنگین آنها را متوقف کردند. ارتش صربستان و فرانسه به شدت به پیشروی خود ادامه داد و روز بعد، برخی از واحدهای بلغاری تسلیم شدند و فرماندهی بلغارستان دستور عقب‌نشینی داد. اگرچه پیشرفت بزرگی حاصل شد و نیروهای متفقین به پیشروی خود ادامه دادند، ارتش بلغارستان منهدم نشد و توانست عقب‌نشینی منظمی را مدیریت کند. در ۲۹ سپتامبر (یک روز قبل از خروج بلغارستان از جنگ جهانی اول)، اسکوپیه سقوط کرد، اما به نیروهای بلغاری و آلمانی دستور داده شد که سعی کنند روز بعد آن را پس بگیرند. تعداد اسیران جنگی بلغارستان در دست متحدان آن روز فقط ۱۵۰۰۰ بود. یکی دیگر از عوامل مهم در درخواست بلغارستان برای آتش‌بس شورش نظامیان بود. توده ای از شورشیان بلغاری در حال عقب‌نشینی در مرکز راه‌آهن رادومیر بلغارستان جمع شده بودند. در ۲۷ سپتامبر، رهبران اتحادیه ملی ارضی بلغارستان کنترل این نیروها را به دست گرفتند و سرنگونی پادشاهی و جمهوری بلغارستان را اعلام کردند. سرباز شورشی روز بعد صوفیه را تهدید کردند. در آن شرایط آشفته، یک هیئت بلغاری برای درخواست آتش‌بس به تسالونیکی رسید. در ۲۹ سپتامبر، بلغاری‌ها آتشبس اعلام و جنگ خاتمه یافت بهه مقدونیه در ظهر ۳۰ سپتامبر ۱۹۱۸ با برقراری آتش‌بس به پایان رسید. قیام سربازان سرانجام تا ۲ اکتبر خاموش شد. امپراتور آلمان ویلهلم دوم در تلگراف خود به تزار بلغاری فردیناند اول اظهار داشت: شرم آور است. ارتش انگلیس به سمت شرق به طرف اروپایی امپراتوری عثمانی حرکت کرد، در حالی که نیروهای فرانسوی و صربی پیشروی به شمال ادامه دادند و صربستان، آلبانی و مونته‌نگرو را آزاد کردند. ارتش بریتانیا به قسطنطنیه نزدیک شد و بدون هیچ مقاومت جدی پیشروی کرد. دولت عثمانی در ۲۶ اکتبر درخواست آتش‌بس (آتش بس مودروس) کرد. انور پاشا و شرکایش چند روز زودتر به برلین گریخته بودند. ارتش فرانسه صربستان را مجدداً تصرف کردند و چندین لشکر ضعیف آلمانی را که قصد داشتند مانع پیشروی آن در نزدیکی نیش شوند، تحت کنترل خود درآوردند. در ۳ نوامبر اتریش-مجارستان مجبور به امضای آتش‌بس در جبهه ایتالیا شد و جنگ در آنجا پایان یافت. در ۱۰ نوامبر، نیروهای دو اسپری از رودخانه دانوب عبور کرد و آماده ورود به سرزمین اصلی مجارستان بود. به درخواست ژنرال فرانسوی ، کنت کارولی، رهبر دولت مجارستان، به بلگراد آمد و آتش‌بس دیگری به نام آتش‌بس بلگراد را امضا کرد.

## نگارخانه

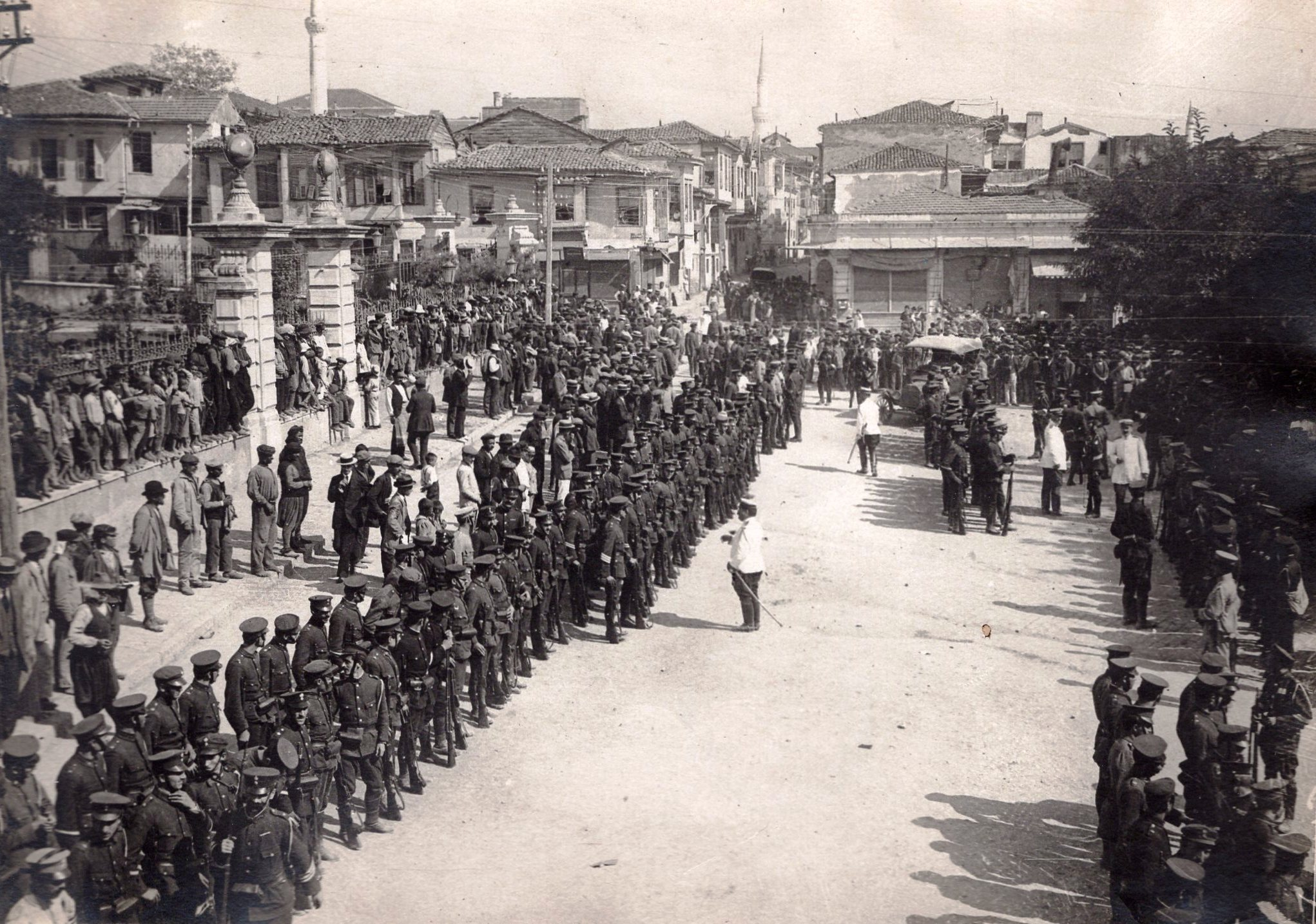
ارتش‌ها در تسالونیکی، جنگ جهانی اول
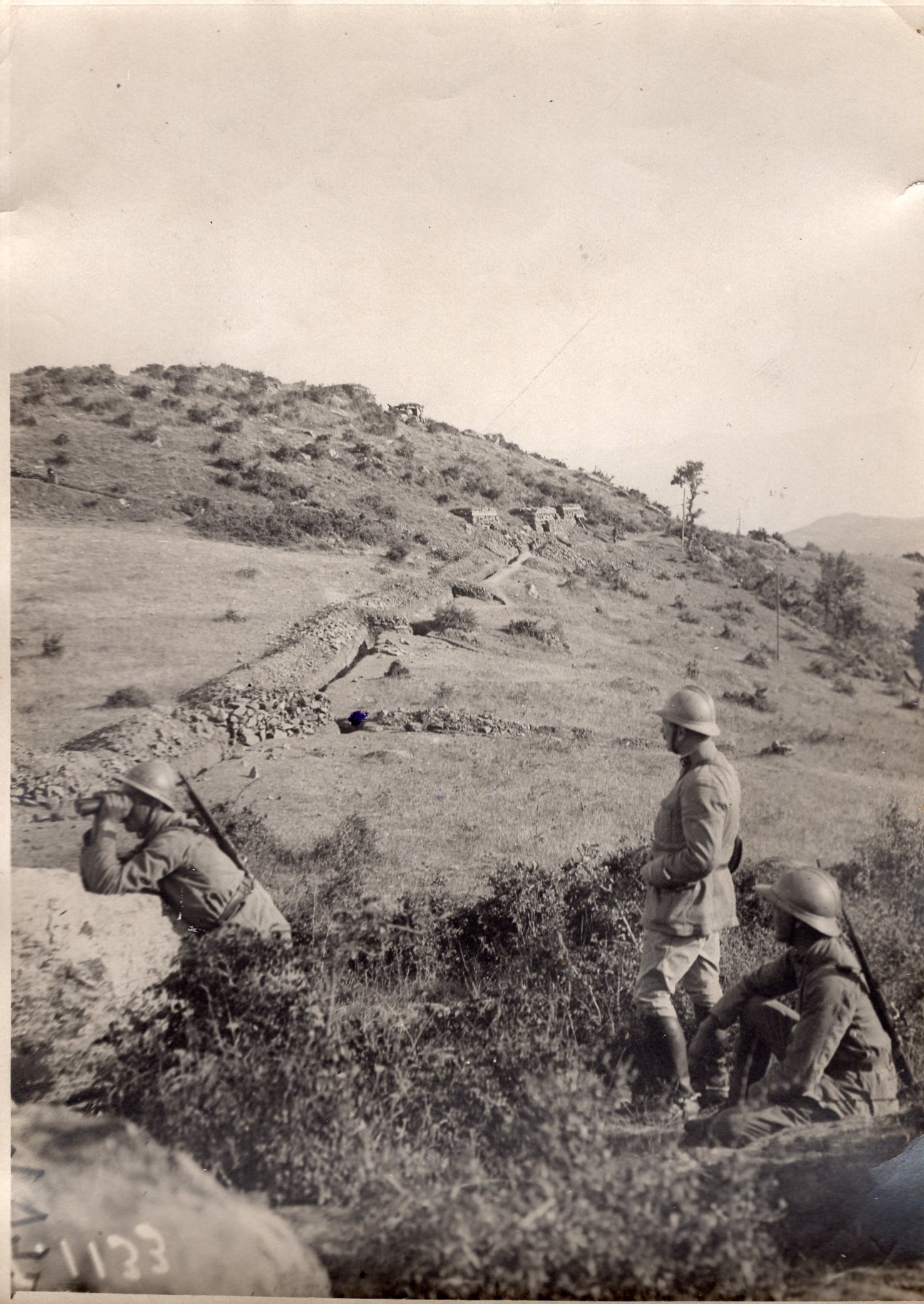
جبهه مقدونیه، خط مقدم
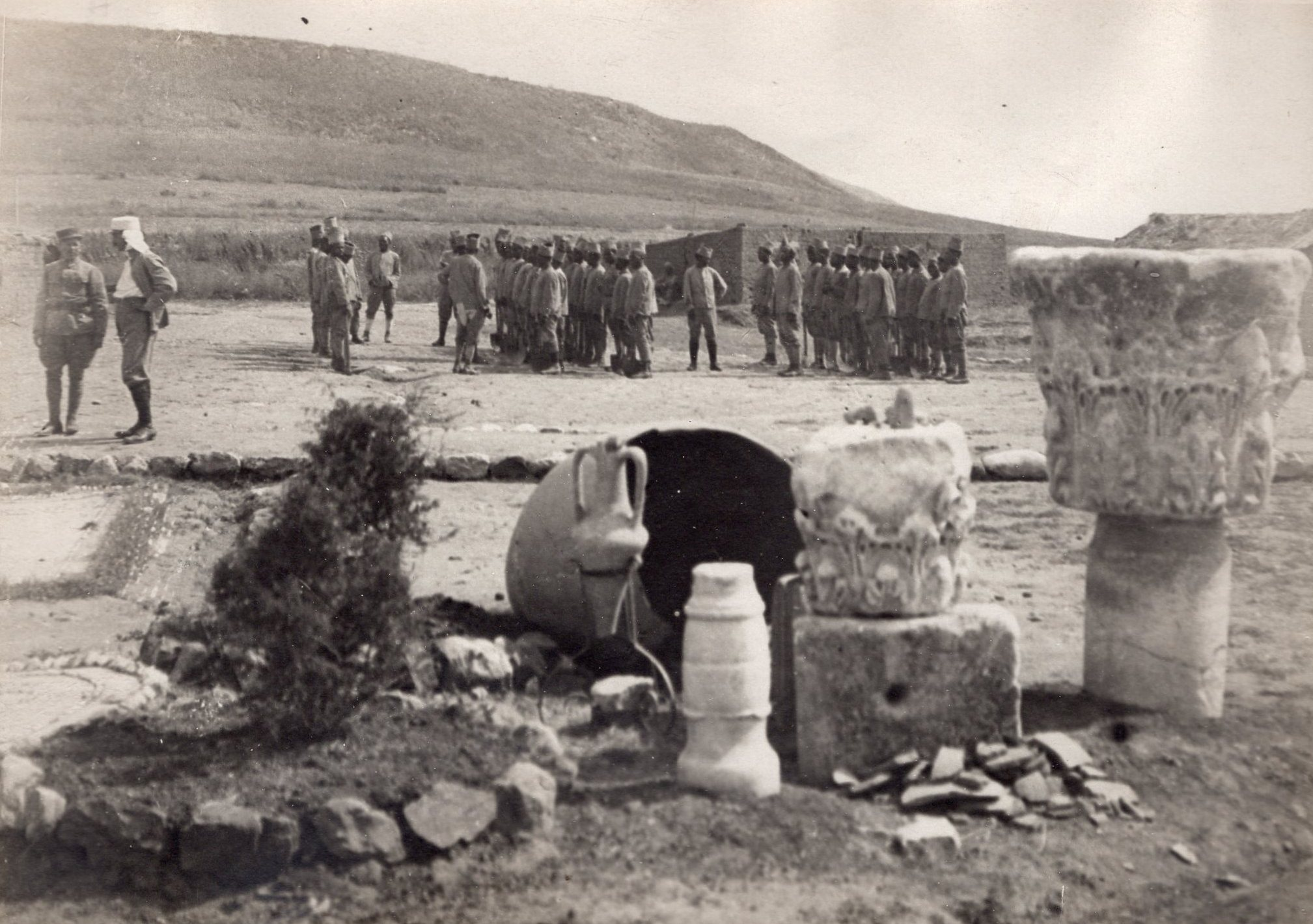
اردوگاه نظامی در نزدیکی سالونیک، جنگ جهانی اول
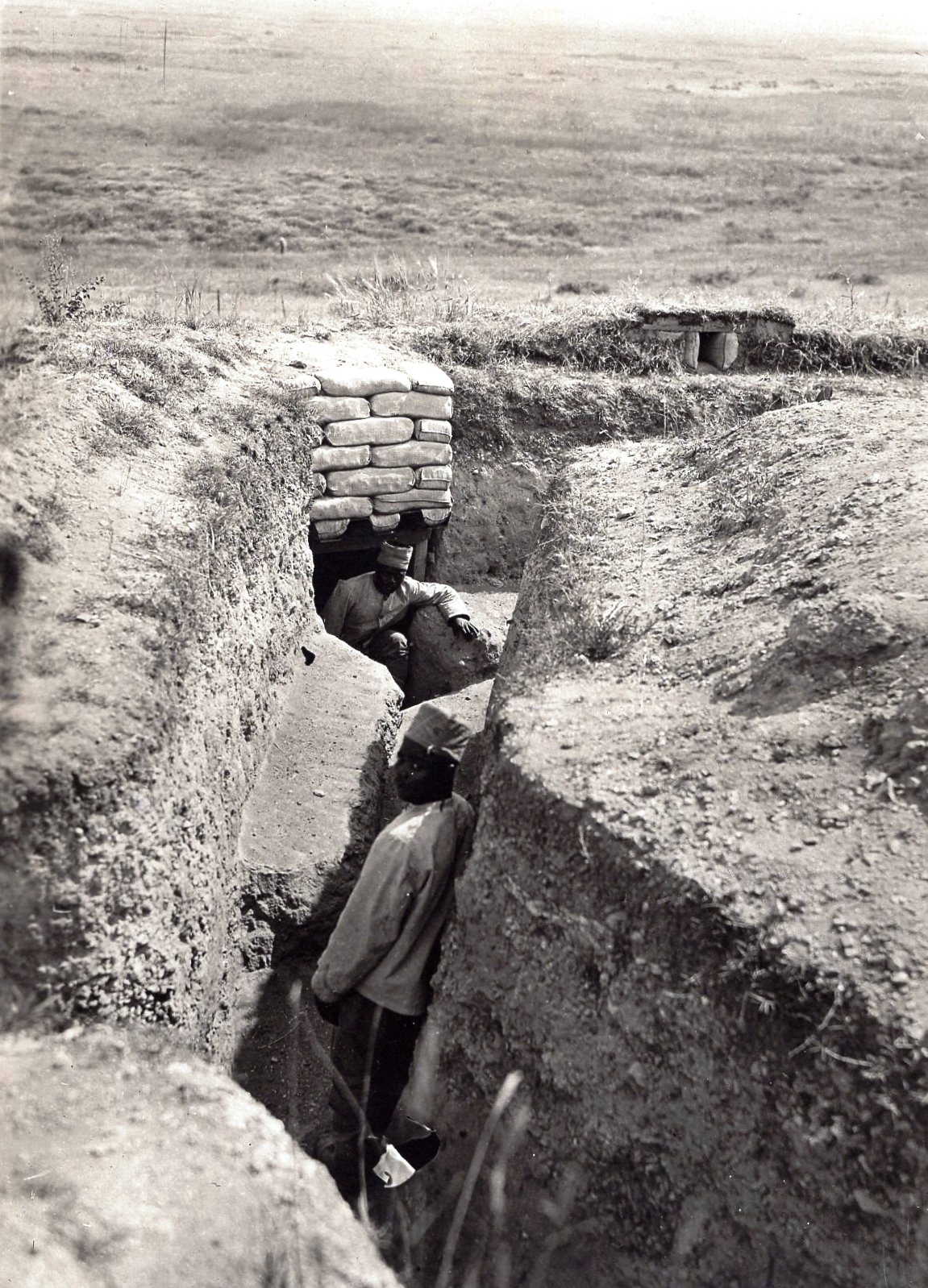
جبهه مقدونیه، جنگ جهانی اول
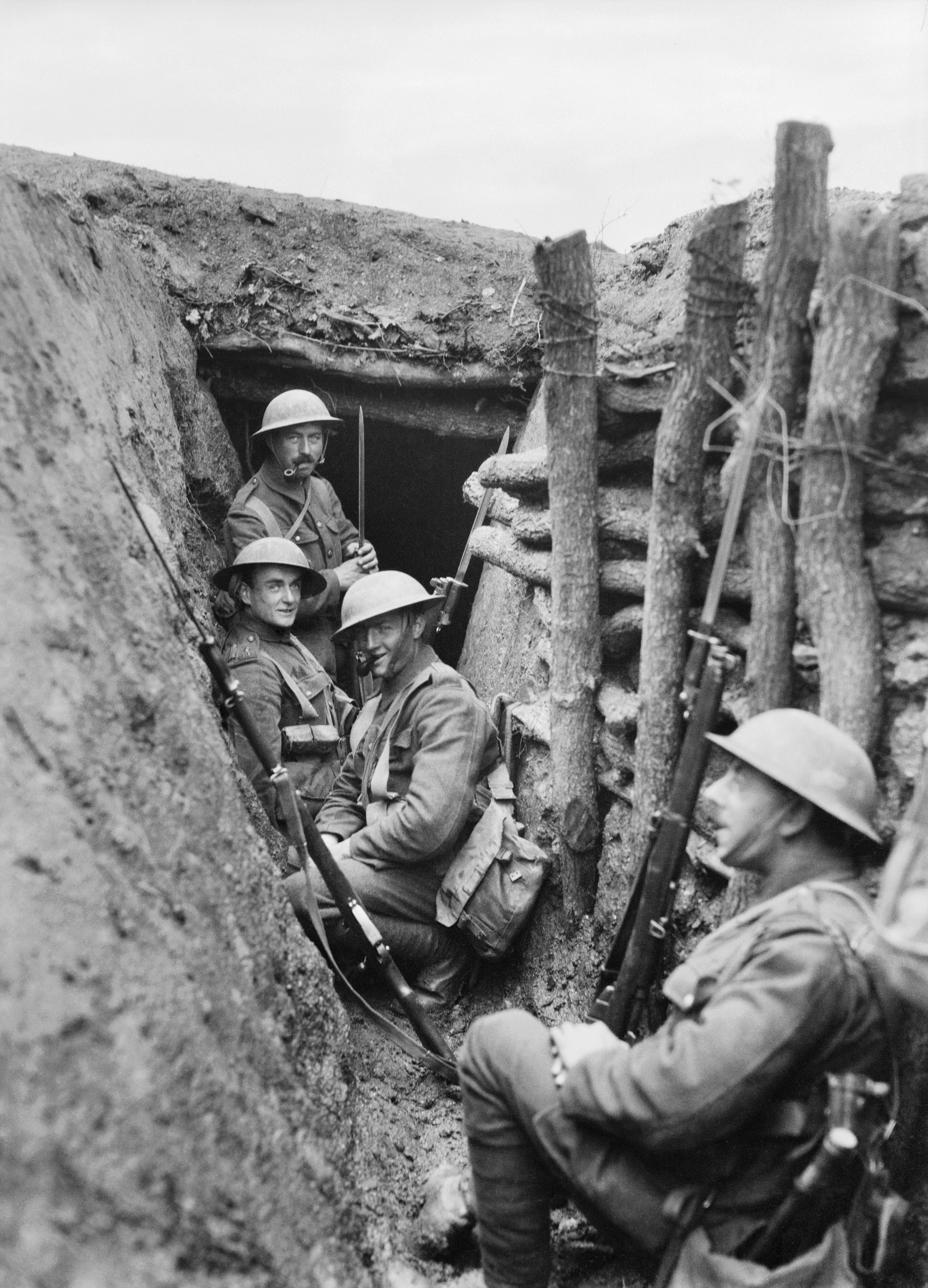
سربازان انگلیسی در سنگر
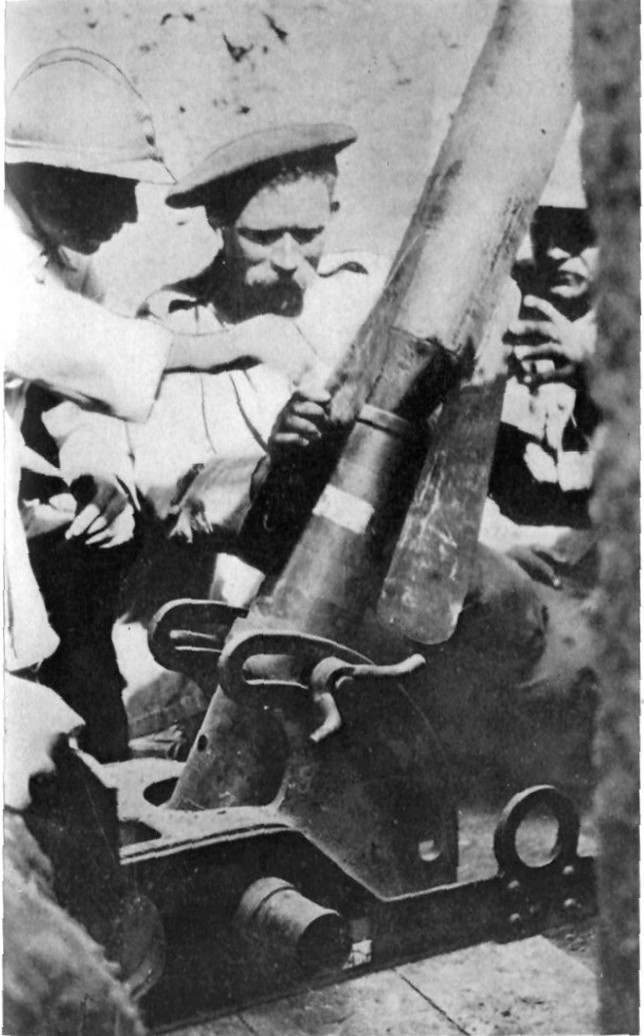
فرانسوی که صربی را راهنمایی می‌کند
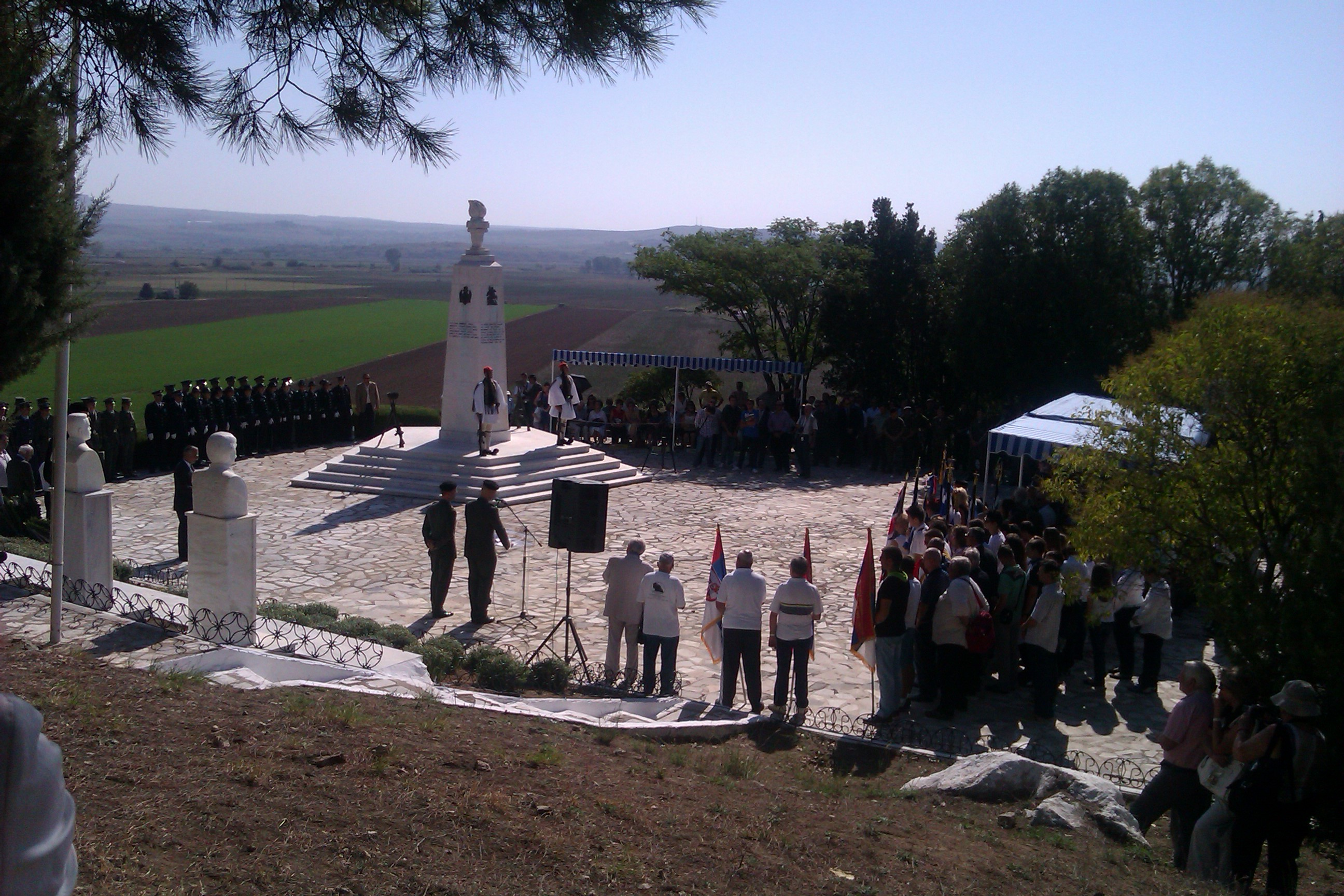
بنای یادبود اتحاد برای جبهه مقدونیه، در ۹۴ مین سالگرs)
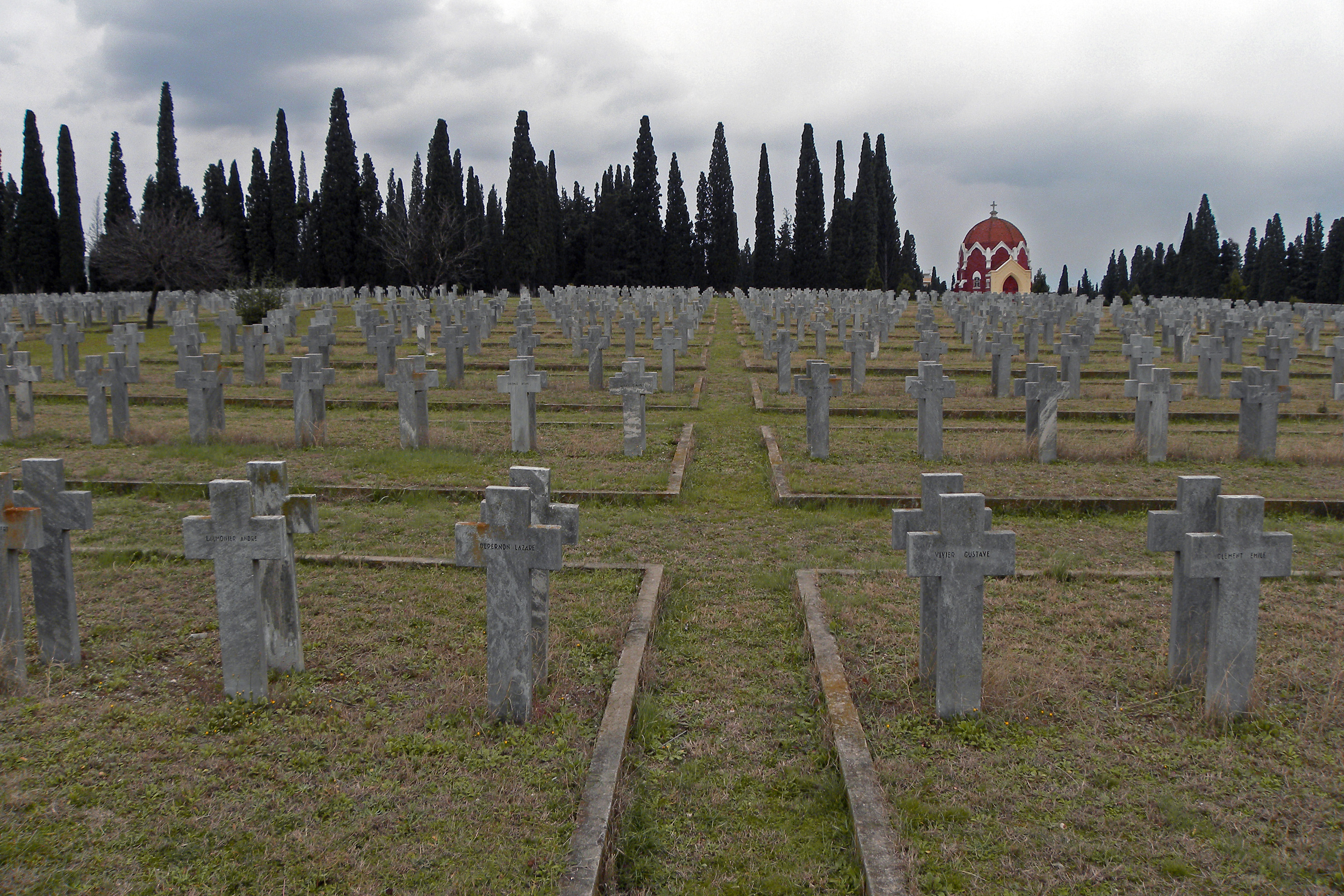
قبرستان متفقین در تسالونیکی